# Carlina sicula

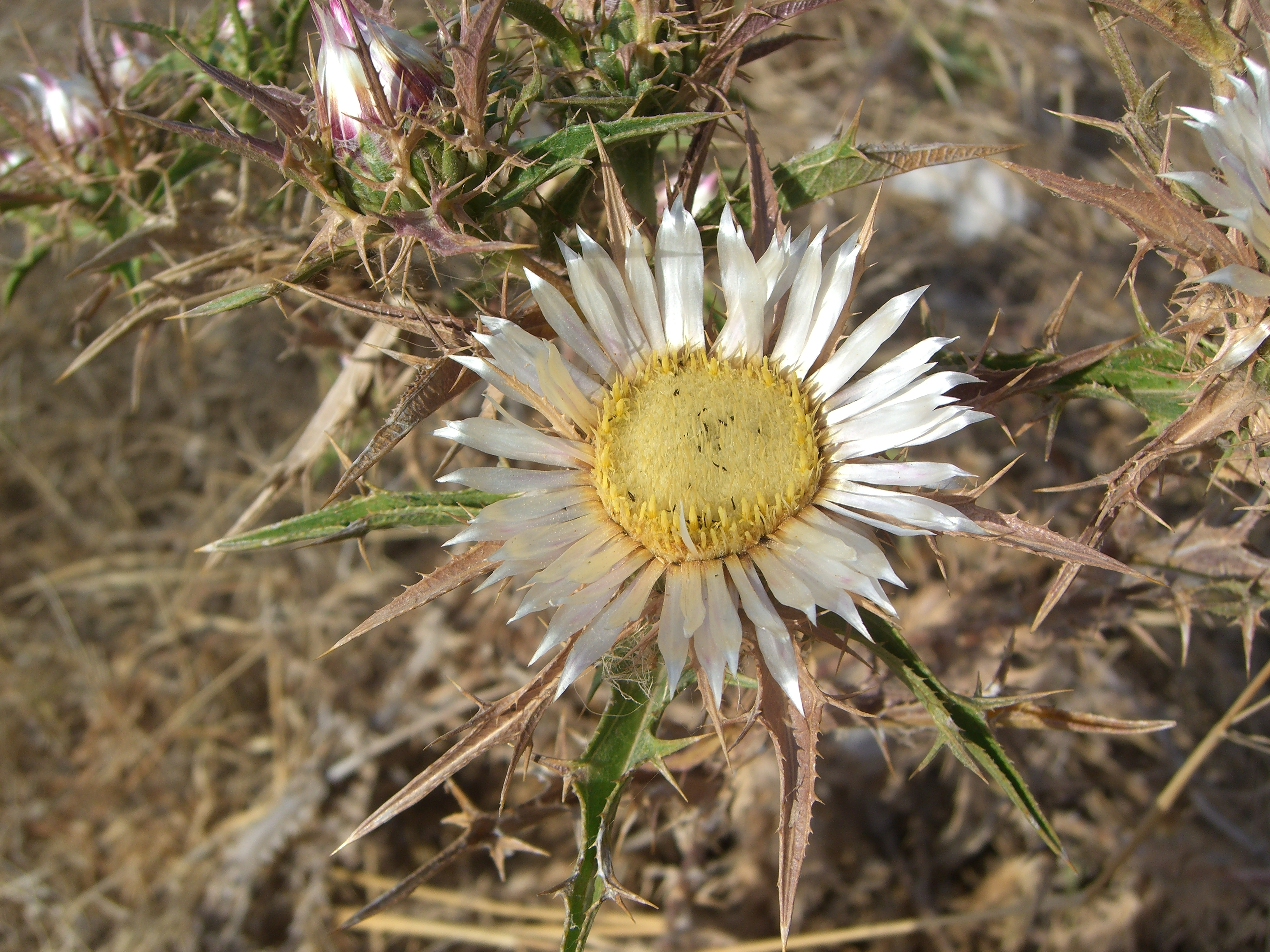
Detalle de la flor

La Carlina sicula es una especie herbácea que, como todas las de la familia Asteraceae, se asemejan al cardo. Es una especie común en la cuenca del Mediterráneo.

## Descripción
Se trata de una herbácea perenne con un tallo de hasta 90 cm de altura y hojas grandes y espinosas, que se disponen de forma alterna a lo largo del tallo, con márgenes profundamente incisos y lobulados que termina en espinas más o menos robustas. La  inflorescencia es una cabezuela de 4-5 cm de diámetro, provista de brácteas involucrales espinosas y radiantes de aproximadamente 3 mm de largo, blanco por dentro y rojo en la parte posterior, la corola, compuesta de flores del tipo de disco tubuloso , es de color amarillo pajizo. Florece de julio a agosto. Los frutos son aquenios con vilano .

## Distribución y hábitat
El área de distribución de la especie se extiende en el Mediterráneo desde el sureste de Sicilia y las islas vecinas y Egipto. Crece en matorrales y pastizales.

## Taxonomía
Carlina sicula fue descrita por Michele Tenore y publicado en Cat. Hort. Neapol. 1819.
Etimología
Carlina: nombre genérico (propuesto en el siglo XIV por el botánico Andrea Cesalpino y utilizada por Rembert Dodoens (1518-1585), médico y botánico flamenco).
sicula: epíteto latino que significa "pequeña daga".
Sinonimia
- Carlina bracteata J.Presl & C.Presl
- Carlina sicula var. longibracteata (Cavara)
- Carlina sicula var. mareotica (Asch. & Schweinf.)
- Carlina sicula var. purpurascens DC.[5]